# Bob Nijs
Bob Nijs (Lommel, 9 februari 1982) is een Belgisch politicus voor CD&V.

## Levensloop

### Jeugd
Nijs is geboren in Lommel, als zoon van leraar en politicus Staf Nijs.

### Professionele loopbaan
Eerst werkte Nijs als leraar, hierna verkoper bij PACO meubelen, daarna ging hij aan de slag in de vastgoedsector.

### Politiek
Nijs begon zijn politieke loopbaan als provincieraadslid in 2006. Bij de gemeenteraadsverkiezingen van 2018 werd hij uitgespeeld als lijsttrekker voor CD&V Lommel. Bij deze verkiezingen behaalde hij 4208 voorkeursstemmen en werd hierdoor samen met zijn partij de grootste in Lommel. Op 1 januari 2019 volgde hij Peter Vanvelthoven op en werd op die manier de 22e burgemeester van Lommel.

### Privé
Nijs is samenwonend en heeft twee zonen. Hij is jarenlang actief leider geweest bij de plaatselijke jeugdvereniging.